# Struck Island
Struck Island är en ö i Australien. Den ligger i delstaten Queensland, omkring 1 500 kilometer nordväst om delstatshuvudstaden Brisbane.
I omgivningarna runt Struck Island växer i huvudsak städsegrön lövskog. Runt Struck Island är det mycket glesbefolkat, med 6 invånare per kvadratkilometer. Genomsnittlig årsnederbörd är 1 526 millimeter. Den regnigaste månaden är mars, med i genomsnitt 394 mm nederbörd, och den torraste är september, med 11 mm nederbörd.